# Leptotarsus (Longurio) caffer
Leptotarsus (Longurio) caffer is een tweevleugelige uit de familie langpootmuggen (Tipulidae). De soort komt voor in het Afrotropisch gebied.